# Andreas N. Tarkmann
Andreas Nicolai Tarkmann (* 1. Mai 1956 in Hannover) ist ein deutscher Komponist sowie Arrangeur von Instrumental- und Vokalmusik.

## Ausbildung
Tarkmann wurde zunächst bei Ingo Goritzki (Musikhochschule Hannover) und Helmut Hucke (Musikhochschule Köln) zum Oboisten ausgebildet und war 1976 bis 1979 Mitglied der Jungen Deutschen Philharmonie. Musikwissenschaftliche Studien absolvierte er bei Julius Alf, im Tonsatz wurde er von Ladislav Kupkovič unterrichtet. Tarkmann schloss darüber hinaus ein musikpädagogisches Studium mit Diplom ab.

## Tätigkeit als Arrangeur
Andreas Tarkmann schrieb im Auftrag internationaler Ensembles wie dem Scharoun-Ensemble, dem Linos Ensemble, hr-brass und den Blechbläsern der Berliner Philharmoniker sowie in- und ausländischer Rundfunksender zahlreiche Bläserfassungen und Harmoniemusiken, die weltweit gespielt werden. So hat er u. a. Werke von Wolfgang Amadeus Mozart, Bedřich Smetana, Felix Mendelssohn Bartholdy, Pjotr Tschaikowski, Modest Mussorgski und Sergei Prokofjew bearbeitet. Seine Harmoniemusik von Mendelssohns Sommernachtstraum gewann in der Aufnahme der Bläsersolisten der Deutschen Kammerphilharmonie Bremen 1998 den Musikpreis Echo Klassik.
Viele von Tarkmanns Arrangements sind auf CD verfügbar, u. a. in Produktionen mit Plácido Domingo, Anna Netrebko, Albrecht Mayer und James Galway. Die Klarinettistin Sabine Meyer nahm in einer ebenfalls mit dem Echo Klassik ausgezeichneten Aufnahme die von Tarkmann verfassten Kadenzen und Verzierungen für die Klarinettenkonzerte von Carl Stamitz und Johann Stamitz auf. Weitere CD-Veröffentlichungen sind u. a. eine Kammerorchesterfassung von Richard Wagners Wesendonck-Liedern und Arrangements einiger Werke von Johann Sebastian Bach für Querflöte und Orchester.
Außerdem hat Andreas N. Tarkmann unvollständig überlieferte Werke rekonstruiert oder instrumentiert, beispielsweise Julius Rietz’ Konzertstück für Bläserquintett und Orchester, die Joseph Haydn zugeschriebene Kantate Die Teilung der Erde sowie den Composizione da camera von Giuseppe Verdi.

## Arbeit als Komponist
Tarkmanns Œuvre als Komponist umfasst Werke für Familienkonzerte wie Die Prinzessin auf der Erbse (Uraufführung durch die Rheinische Philharmonie Koblenz, 2005) und Der Mistkäfer (Sinfonieorchester Wuppertal, 2004) nach Hans Christian Andersen, Na warte, sagte Schwarte nach Helme Heine (Sinfonieorchester Aachen, 2007) sowie Nils Holgersson nach Selma Lagerlöf (Duisburger Philharmoniker, 2022), aber auch Jugendopern wie La belle au bois dormant (Philharmonie Essen, 2007), Räuber Hotzenplotz (Theater Aachen, 2009) und Didos Geheimnis (Mädchenchor Hannover, 2011). Seine Vertonungen von kabarettistischen Texten Friedhelm Kändlers, Elke Heidenreichs, Werner Fincks und Erich Kästners werden von vielen Chansoninterpreten wie Alix Dudel, Anna Haentjens, Caroline Schreiber, Jo van Nelsen und Anton Masie gesungen.

## Weitere berufliche Tätigkeit
1985 bis 1993 war Andreas N. Tarkmann Lehrer für Oboe und Tonsatz/Gehörbildung an der Musikschule Hannover, 1991 bis 1999 musikalischer Leiter der Schauspielmusik am Niedersächsischen Staatstheater Hannover, wo er zahlreiche Bühnenmusiken komponierte. 2001 bis 2002 hatte er die Musikalische Leitung der Jungen Oper der Staatstheater Stuttgart inne. Von 2000 bis 2016 lehrte Andreas N. Tarkmann als Professor für Instrumentation und Arrangement an der Hochschule für Musik und Darstellende Kunst Mannheim. Seit 2014 ist er Lehrbeauftragter für Instrumentenkunde am Musikwissenschaftlichen Institut der Eberhard Karls Universität Tübingen.

## Buchveröffentlichungen
- Arrangieren für Kammermusikensembles. Staccato-Verlag, Düsseldorf 2010, ISBN 978-3-932976-34-6
- Praktische Instrumentenkunde (mit Johannes Kohlmann). Bärenreiter-Verlag, Kassel 2018, ISBN 978-3-7618-1950-0

## Auszeichnungen (Auswahl)
- Landespreis Jugend musiziert in den Wertungen Kammermusik (Bläserquintett) und Klavierbegleitung (1972/73)
- Kultursonderpreis der Stadt Hannover für Begabtenförderung (1973)
- Niedersächsisches Künstlerstipendium für die Arbeiten im Bereich Komposition und Arrangement (1988)
- Stipendium an der Cité Internationale des Arts Paris (gefördert vom Ministerium für Wissenschaft und Kunst Niedersachsen, 1989)
- Echo Klassik für Aufnahmen mit Bearbeitungen von Andreas Tarkmann (1994, 1996, 1998, 2004)
- WoWo-Ring der Friedhelm-Kändler-Gesellschaft Hannover für die Vertonungen von Kändler-Texten (2005)
- ECHO Klassik ("Klassik für Kinder"-Preis) für die Aufnahme von zwei eigenen Kompositionen (2013)[5]
- Medienpreis LEOPOLD – „Gute Musik für Kinder“ für die Aufnahmen von Zwerg Nase und Das kalte Herz (2019/20)[6]
- Nominierung als "Komponist des Jahres" beim OPUS Klassik (2020)[7]
- Medienpreis LEOPOLD – „Gute Musik für Kinder“ für die Aufnahmen von Die drei kleinen Schweinchen und König Karotte (2020/21)[8]